# Hrabstwo Ben Hill

Piramida wieku hrabstwa

Hrabstwo Ben Hill (ang. Ben Hill County) – hrabstwo w stanie Georgia, w Stanach Zjednoczonych. Jego siedzibą administracyjną jest Fitzgerald.

## Geografia
Według spisu z 2000 r. obszar całkowity hrabstwa obejmuje powierzchnię 254,03 mil2 (657,93 km²), z czego 251,79 mil2 (652,13 km²) stanowią lądy, a 2,23 mil2 (5,78 km²) stanowią wody.

### Sąsiednie hrabstwa
- Hrabstwo Wilcox (północ)
- Hrabstwo Telfair (północny wschód)
- Hrabstwo Coffee (wschód)
- Hrabstwo Irwin (południe)
- Hrabstwo Turner (zachód)

## Demografia
Według spisu z 2020 roku liczy 17 194 mieszkańców, co oznacza spadek o 2,5% w porównaniu z poprzednim spisem z roku 2010. Według danych pięcioletnich z 2021 roku 59,4% to biali (53,9% nie licząc Latynosów), 37% czarnoskórzy lub Afroamerykanie, 0,9% Azjaci, 1,9% miało rasę mieszaną i 0,8% to rdzenna ludność Ameryki. Latynosi stanowili 6,8% populacji hrabstwa.

## Religia
W 2020 roku większość mieszkańców to ewangelikalni protestanci, zwłaszcza baptyści (ponad 40%), metodyści (6,2%), oraz  zielonoświątkowcy i bezdenominacyjni (łącznie znacznie ponad 10%). Religie nieprotestanckie obejmowały: świadków Jehowy (1%) i katolików (0,6%).

## Polityka
Hrabstwo jest przeważająco republikańskie, gdzie w wyborach prezydenckich w 2020 roku, 62,6% głosów otrzymał Donald Trump i 36,5% przypadło dla Joe Bidena. 